# Goût grec

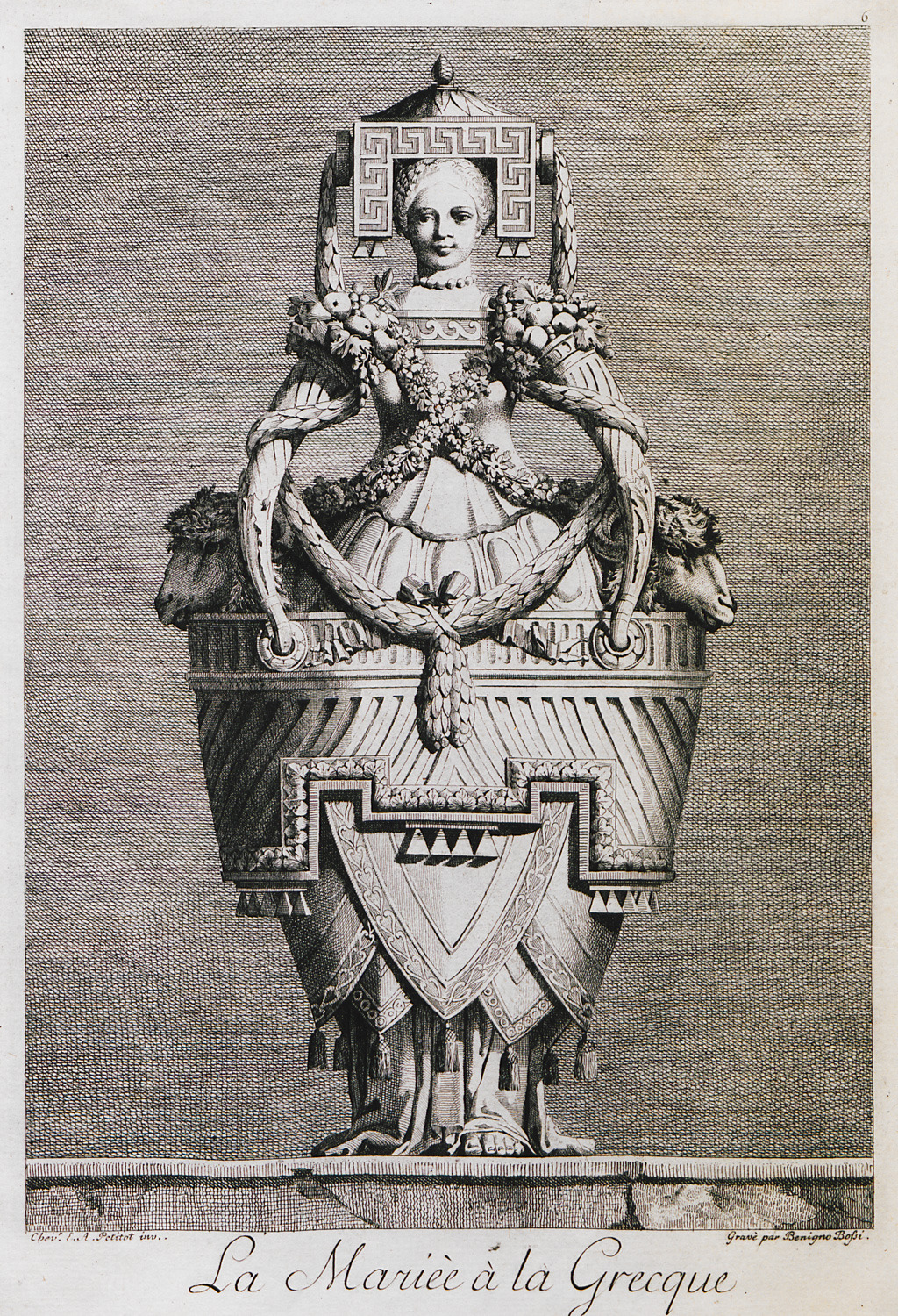
La marieé à la Grecque – „Die Braut im griechischen Stil“ – Radierung nach einer Vorlage von Ennemond Alexandre Petitot aus der Folge Mascarade à la Grecque (1771), in der Petitot durch die Darstellung von Figuren und Figurinen mit Architekturversatzstücken „à la grecque“ den goût grec parodiert.

Goût grec, im Französischen auch le style „à la grecque“, wörtlich im Deutschen „griechischer Geschmack“ bzw. „griechischer Stil“, ist die Bezeichnung für einen Dekorationsstil des Frühklassizismus in Frankreich.

## Geschichte

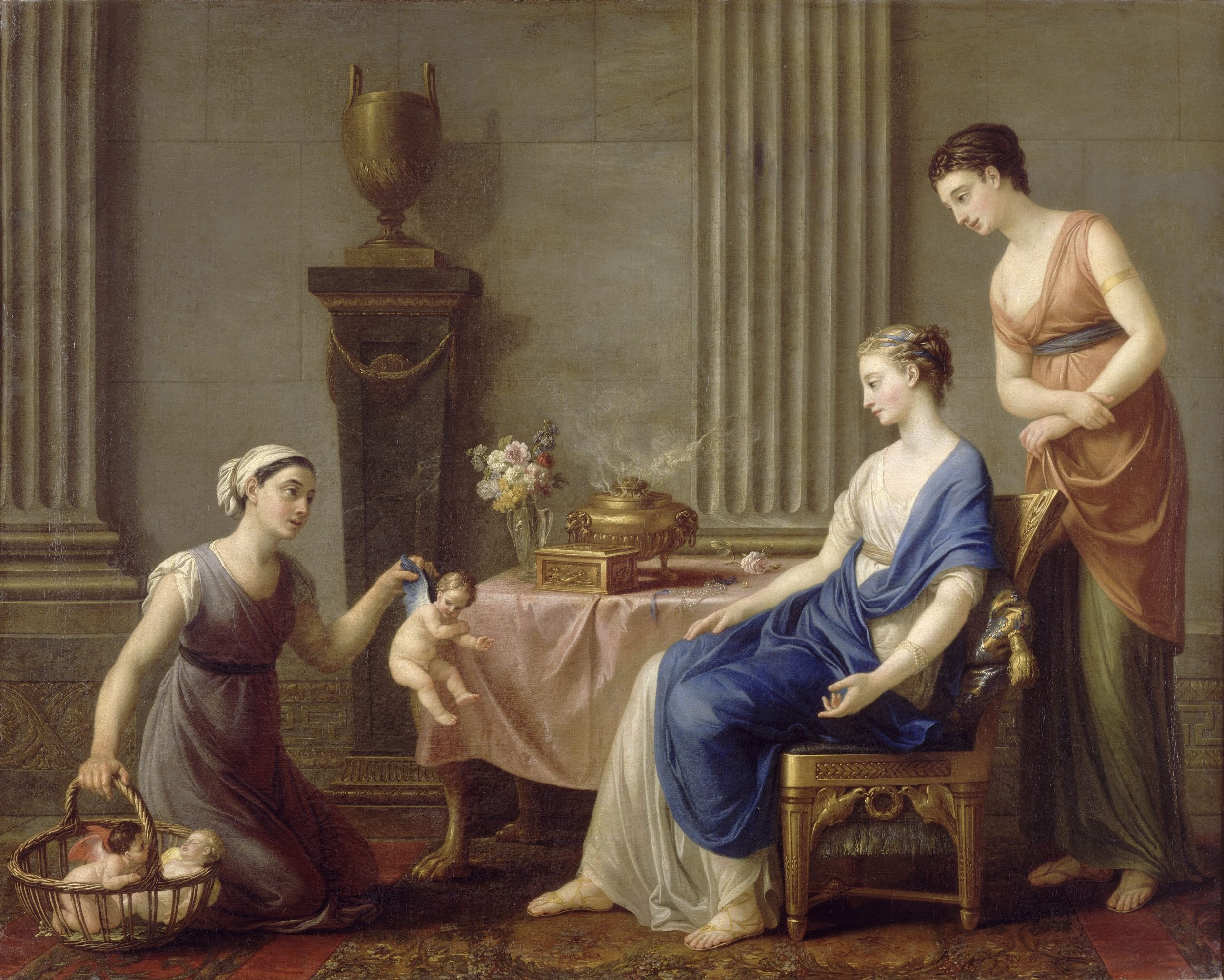
Joseph-Marie Vien: Die Amorettenhändlerin, 1763 – ein Beispiel für den goût grec in der Malerei und in dem darin wiedergegebenen Stil von Interieur und Damenmode

Die Bezeichnung goût grec kam mit dem französischen Frühklassizismus (Louis-seize) um 1760 auf und wurde weitgehend synonym zum Begriff antiker Stil gebraucht. Der damit gemeinte Geschmack nahm Einfluss auf alle Künste, etwa auch die Malerei, und den Kleidungsstil der Damen. Speziell bezieht sich goût grec auf die angewandte Kunst und die Architektur der Mitte der 1750er bis in die späten 1760er Jahre. Der Stil war kurzlebig, eher phantasievoll als historisch korrekt und gekennzeichnet durch strengere, geradlinige und trapezförmige Gestaltungselemente. Sein Ursprung wird in der von Louis-Joseph Le Lorrain (1715–1759) für den Pariser Finanzier und Kunstmäzen Ange-Laurent de La Live de Jully (1725–1779) entworfenen Möbelgarnitur gesehen (heute im Musée Condé, Chantilly). Der goût grec war in vornehmen Pariser Kreisen beliebt, wurde aber am Hof von Versailles ignoriert, wo  noch lange der Louis-quinze-Stil sowie eine Variante des Transition gepflegt wurden.
Die Bezeichnung goût grec diente bald im allgemeinen Sprachgebrauch dazu, Erzeugnisse, die stärker nach klassischen Vorbildern der Antike gestaltet waren, von solchen im Stil des Rokoko (Louis-quinze) zu unterscheiden. Hervorbringungen des vorherrschenden Rokoko wurden bereits 1745 durch den Architekten Germain Boffrand als „schlechte Mode“ kritisiert. Ausgehend von der Wiederentdeckung Paestums und gefördert durch Veröffentlichungen von Johann Joachim Winckelmann, Marc-Antoine Laugier, Thomas Major und andere begann sich zudem eine „griechische Theorie“ zu bilden, nach der die Kultur der griechischen Antike der römischen überlegen gewesen sei – supériorité des Grecs. Dem goût grec folgten Modewellen wie der goût étrusque und goût arabesque. 
1763 schrieb der deutsche Kritiker Friedrich Melchior Grimm in der Correspondance littéraire, philosophique et critique:

„… depuis quelques années on a recherché les ornaments et les formes antiques; le goût y a gagné considérablement, et la mode est devenue si générale que tout se fait aujourd’hui à la grecque. La décoration extérieure et intérieure des bâtiments, les meubles, les étoffes, les bijoux de toute espèce… tout est aujourd’hui à Paris à la grecque. Ce goût a passé de l’architecture dans les boutiques de nos marchandes de mode; nos dames sont coiffées à la grecque nos petits-maîtres se croiraient déshonorés de porter une boîte qui ne fût point à la grecque…“

„… seit einigen Jahren suchen wir nach Ornamenten und antiken Formen; der Geschmack hat sich stark verbreitet, und die Mode ist so allgemein geworden, dass heute alles auf griechische Art gemacht wird. Die Außen- und Innendekoration der Gebäude, die Möbel, die Stoffe, die Juwelen aller Art… alles ist heute in Paris à la grecque. Dieser Geschmack ist von der Architektur in die Boutiquen unserer Modehändler übergegangen; unsere Damen lassen sich die Haare nach griechischer Art frisieren, unsere Modenarren würden sich unehrlich fühlen, wenn sie eine Schachtel tragen, die nicht der griechischen Art entspricht…“

Sèvres-Vasen „à la grecque“
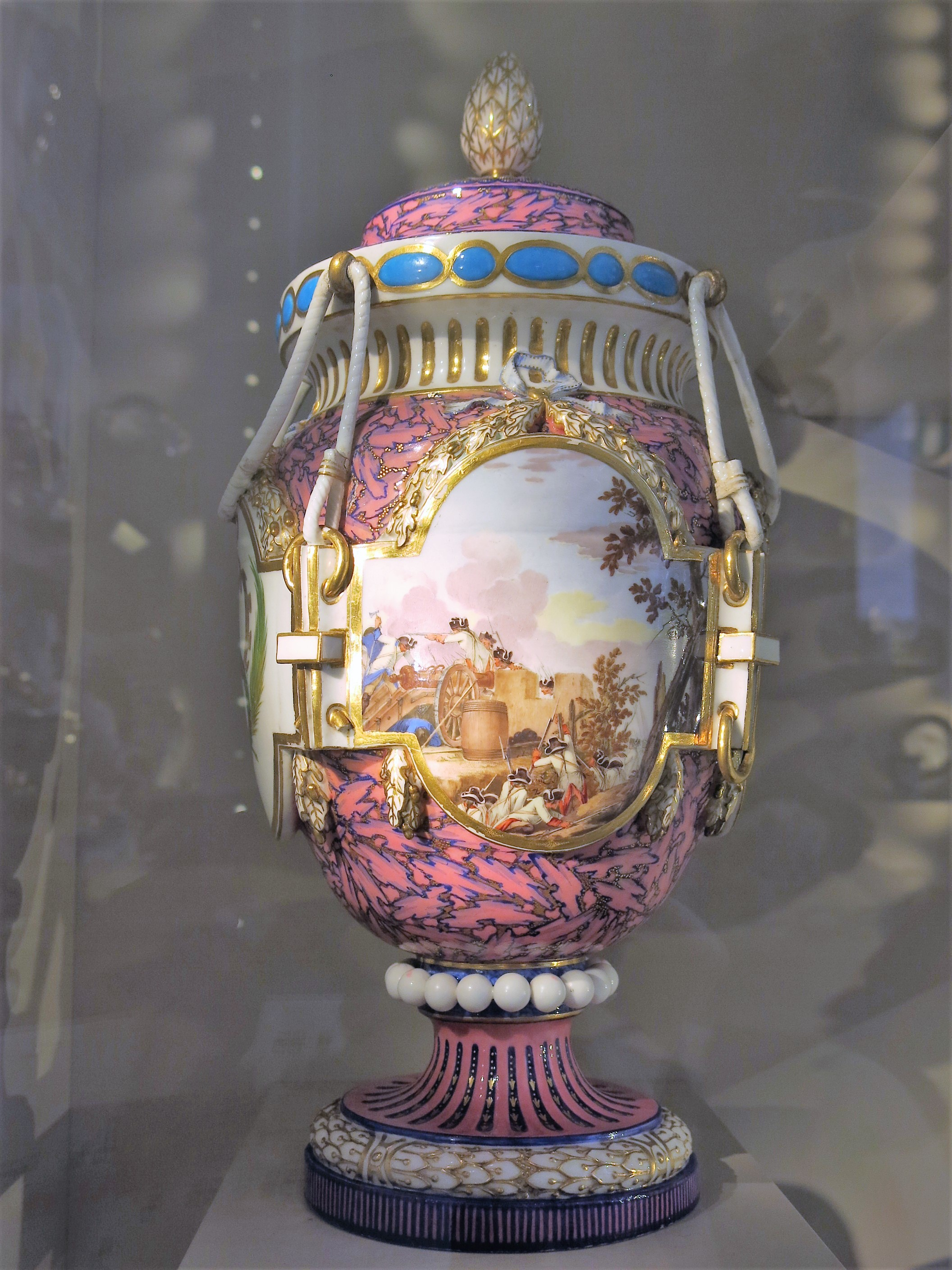
Vase der Manufacture Sèvres, 1763
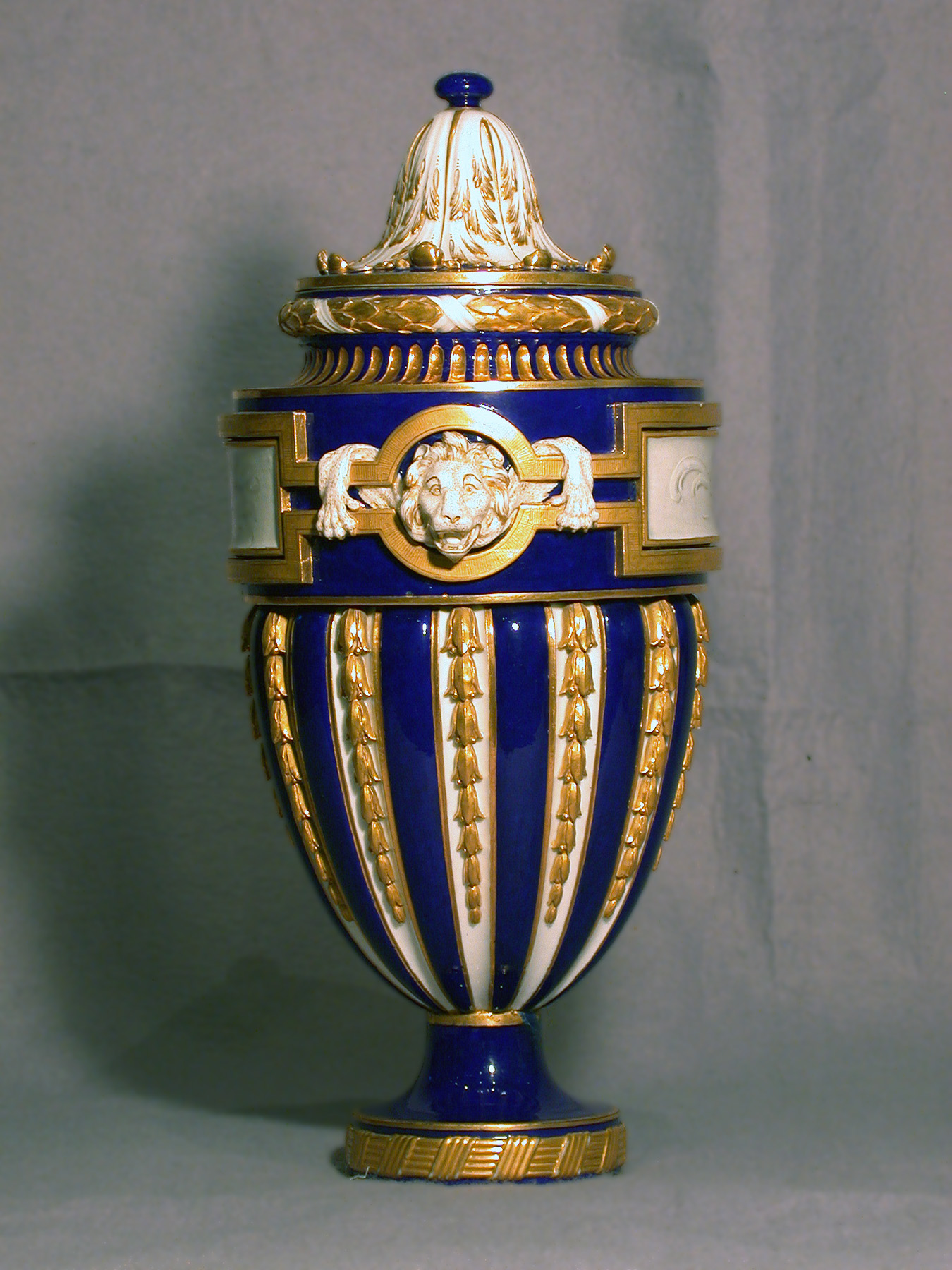
Sèvres-Vase, zwischen 1765 und 1770
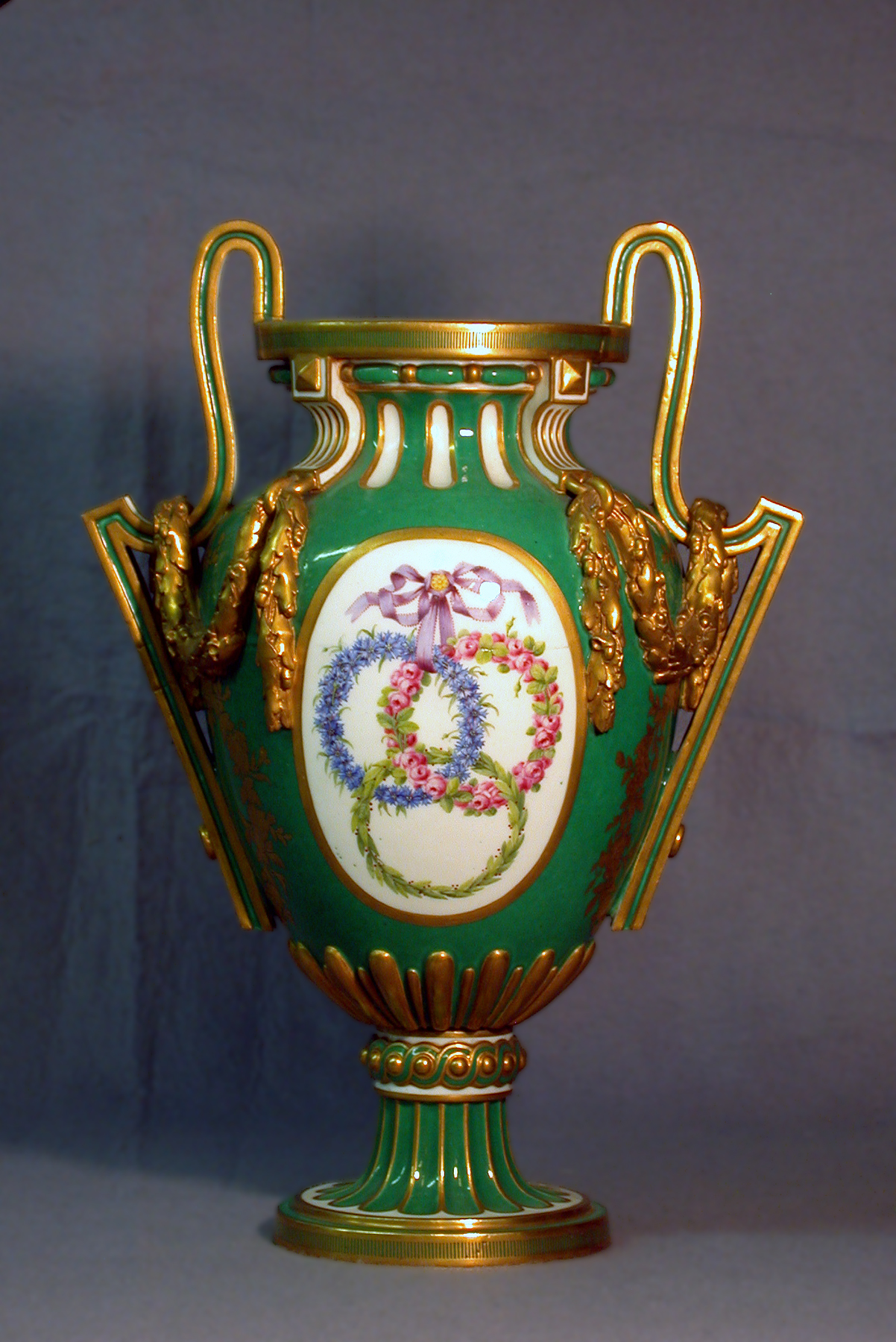
Sèvres-Vase, um 1768
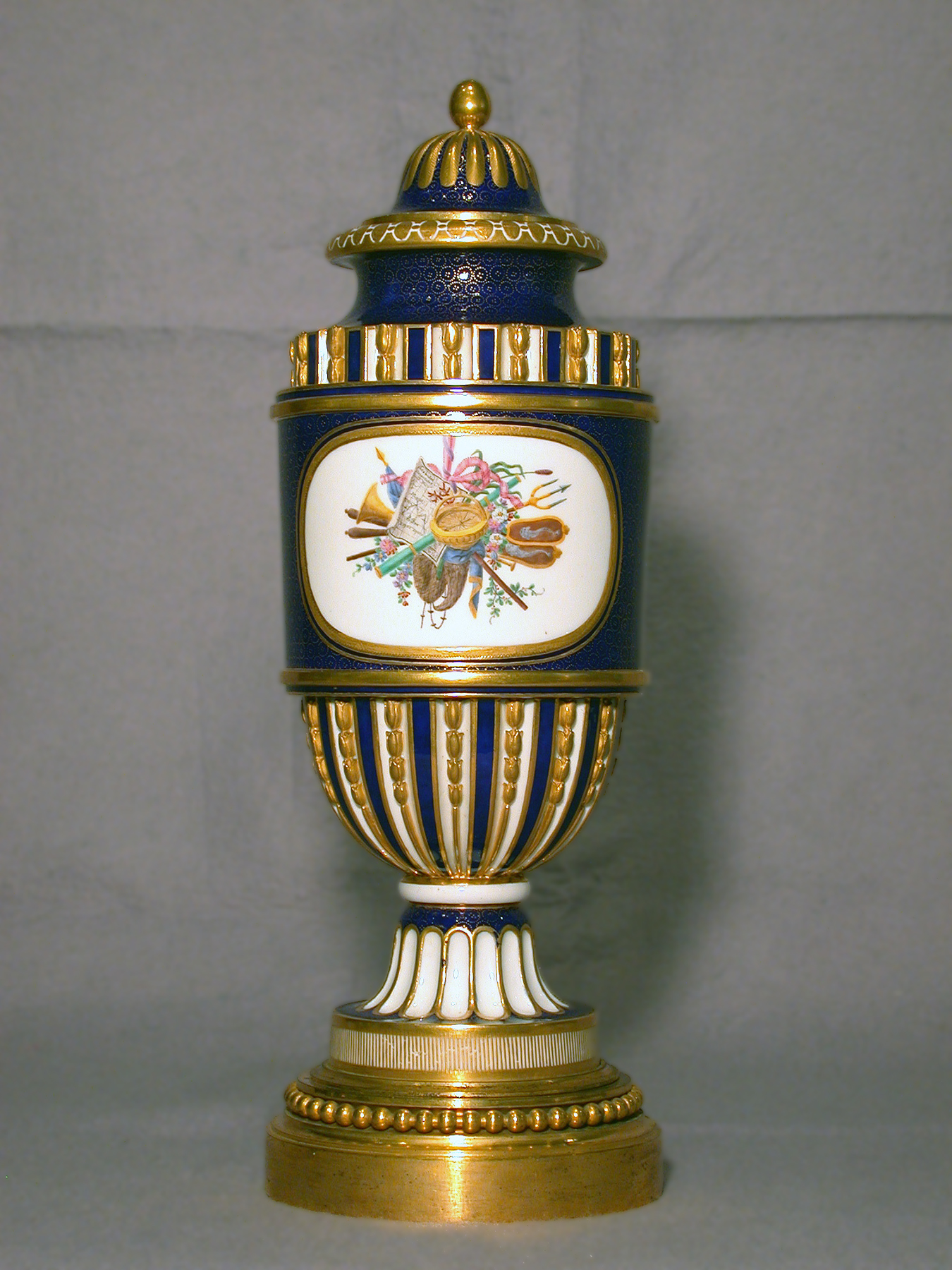
Sèvres-Vase, um 1770
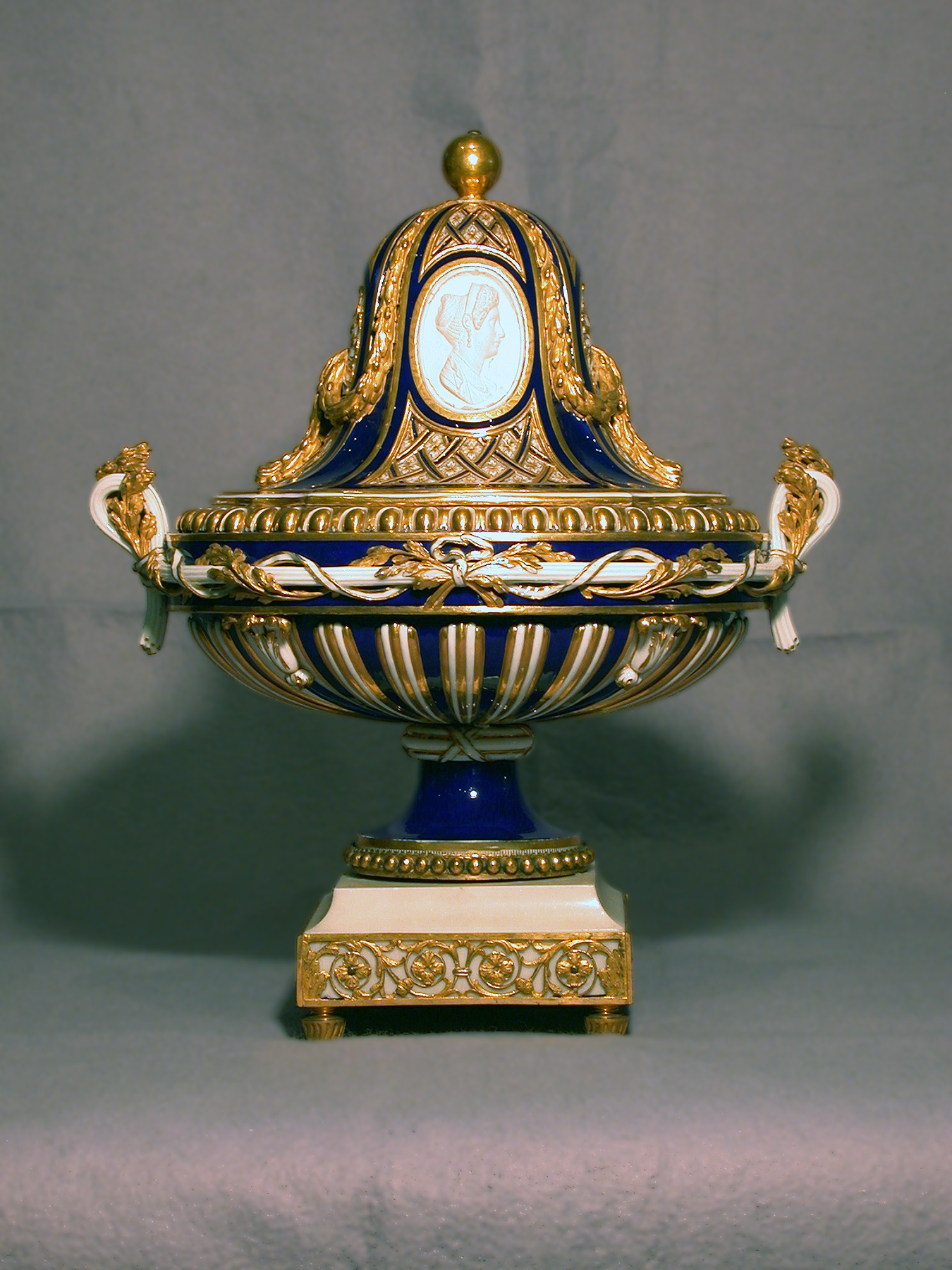
Sèvres-Potpourri-Vase, um 1770
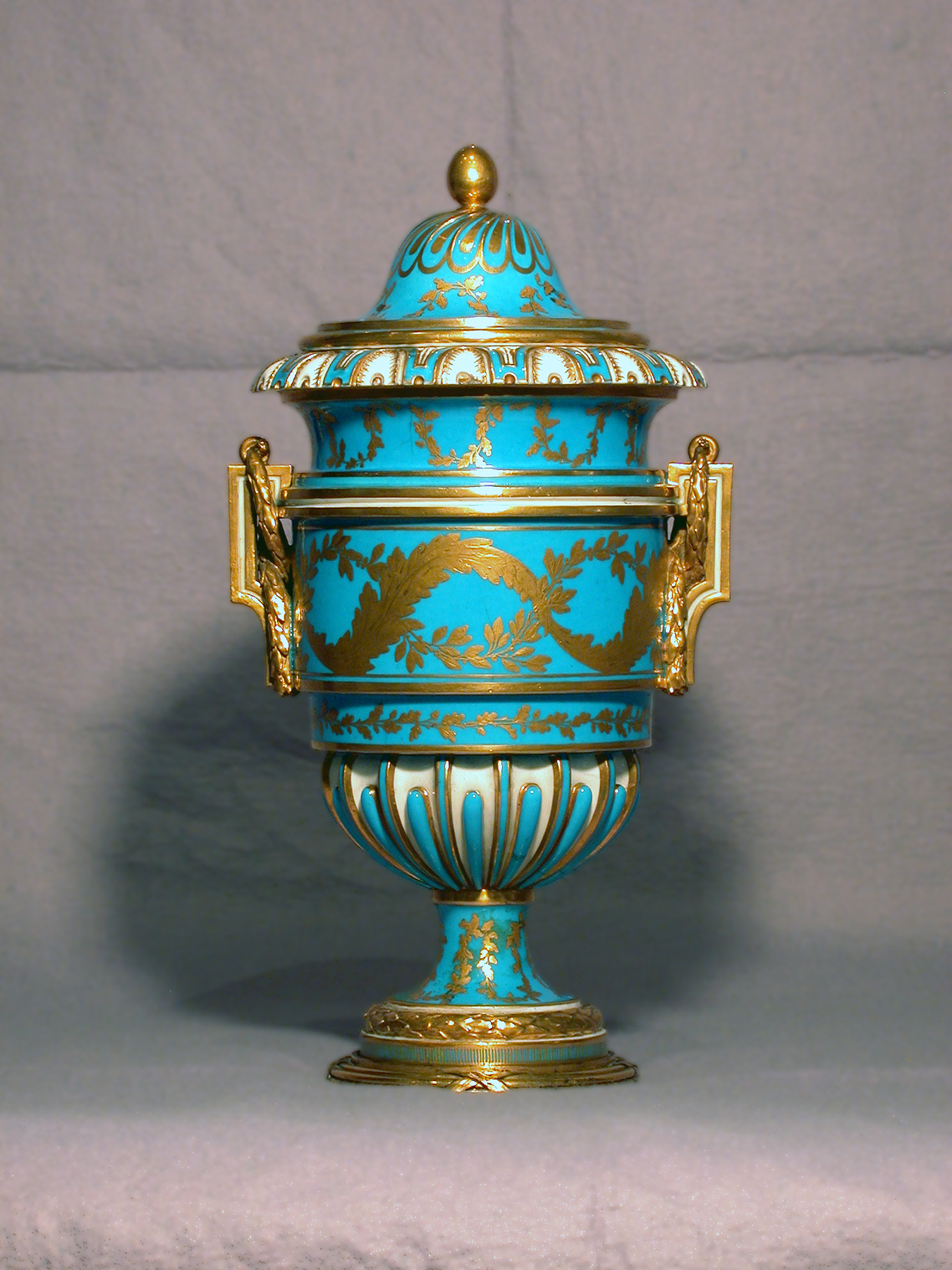
Sèvres-Vase, um 1770